# Luing
Luing (in lingua gaelica irlandese Luinn) è un'isola della Scozia situata sulla costa occidentale.  nella Firth of Lorn.